# Gadoukou la Star
 (mars 2023).
Si vous disposez d'ouvrages ou d'articles de référence ou si vous connaissez des sites web de qualité traitant du thème abordé ici, merci de compléter l'article en donnant les références utiles à sa vérifiabilité et en les liant à la section « Notes et références ».
Gadoukou la Star, de son vrai nom Edmond Franck Gnaza, est un chorégraphe et artiste-chanteur ivoirien de coupé-décalé, expert en danse moderne et gymnastique.

## Biographie
Gadoukou la Star de son vrai nom Edmond Franck Yao, est un chorégraphe et artiste-chanteur ivoirien de coupé-décalé, expert en danse moderne et gymnastique. Depuis l’âge de 7 ans, il s’est lancé dans la danse plus spécifiquement, la danse traditionnelle. Entre showbiz et mode, l’artiste s’impose !
Gadoukou la Star s’est formé au « Djolem d’Abobo » en 1996. Il devient par la suite chorégraphe de l’ex-footballeur et chanteur Gadji Celi. En 2002 il est élu meilleur danseur de la diaspora africaine aux Awards Music Afrique de Paris. Comme projet musical, en 2008, il sort son propre album intitulé « Territoire sacrée » dans lequel il sort deux nouveaux concepts, avec notamment les morceaux « Tchi-Tchi », « Phénomène » ou encore « Malembè » et « Ya quoi dans jalousie », qui le propulse dans le coupé-décalé en Côte d’Ivoire.
●La carrière de l'artiste débute en 1996 au djolem d'Abobo puis il deviendra par la suite chorégraphe de l'ex- footaballeur et chanteur Gadji celi.
```
Après sa rencontre avec la metteuse en scène Monika Gintersdorfer l'artiste fait son apparition dans la comédie musicale,
```

En 2004 il surprend l'Allemagne ,de Berlin à Hamburg en passant par Düsseldorf l'artiste ne passe plus inaperçu.
2006 - L'artiste remporte le prix du meilleur danseur de l'année aux Awards Music Afrique en France.
•2010 l'Europe a ces pieds 
▪︎Grand prix du festival impulser  le plus grand festival de théâtre en Allemagne après avoir interprété "Hotello c'est qui?"  du célèbre écrivain dramaturge anglais Williams Shakespeare, la pièce l'amène dans une dizaines de pays d'Europe et en Australie.
•2011 - Véritable homme de scène.
L'artiste intègre le cercle très fermé de la ligue des meilleurs acteurs de la capitale Allemande avec la pièce Hamlet qui lui permet de participer aux plus grands festivals d'Allemagne et en Autriche.
•2013- L'année des Festivals 
Après une longue tournée au Portugal  ,
Il participe à l'un des plus grands Festivals qui n'est autre que le festival d'Avignon ou il est en duo avec Richard Siegal 3 ème meilleur chorégraphe de californie avec la création logobi 4&5 .
```
2014• l'artiste fait une tournée Africaine dans plusieurs pays francophones et Anglophones avec deux-pièces "la nouvelle pensée noire " et CPI 
```

•2016 Création de son label de danse " GLS GROUP CHORÉGRAPHIQUE GADOUKOU LA STAR "
un label chorégraphique composé de près de 400 danseurs qui font la couverture chorégraphique des plus grandes cérémonies de la Côte d'ivoire .

2018.
L'artiste se lance dans l'événementiel avec son label en donnant une plate-forme d'expression aux danseurs de son pays à travers des concours de danse battle "24 heures battle Dance Gadoukou la star " qui a rassemblé près de 4000 spectateurs.
La même année l'artiste raffle 2 trophées ,prix du meilleur chorégraphe et le prix du meilleur artiste de la diaspora aux Awards du coupé décalé devenu les Primud aujourd'hui.
2019.
L'artiste lance Battle Dance de rue By Gadoukou la star ou il sillonne les 10 communes D'Abidjan en donnant des plates-formes d'expression aux danseurs la finale de cette compétition rassemble plus de 10 000 spectateurs.
2021 
Avec la montée de la danse urbaine Afro en Europe l'artiste organise Battle dance de rue BY Gadoukou la star en Allemagne au théâtre de kampnagel qui a connu un grand succès.
2022• l'artiste présente sa création Transformation une brassage de plusieurs styles de danse du monde unifiées qui a fait un gros succès au théâtre de kampnagel en Allemagne.
La même année l'artiste organise la deuxième éditions des battle de rue By Gadoukou la star Hamburg suivie de workshops avec des chorégraphes de danse afro venus de France et d'Afrique.
La même année il chorégraphie la création Source une production mêlant son expertise avec le collectif porte Avion au théâtre Ledoux de la ville de Besançon qui connaît un succès phénoménal.
2023.
L'artiste est primé comme légende de la chorégraphie en Afrique aux African talents Awards ,
Il est également le chorégraphe danseur Afro qui choregraphiera la fresque Afro danse  de la fresque des jeux olympiques 2024 en France.

### Carrière
Gadoukou la Star de son vrai nom Edmond Franck Yao, est un chorégraphe et artiste-chanteur ivoirien de coupé-décalé, expert en danse moderne ,
Depuis l’âge de 7 ans, il s’est lancé dans la danse plus spécifiquement, la danse traditionnelle. Entre showbiz et mode, l’artiste s’impose !
Gadoukou la Star s’est formé au « Djolem d’Abobo » en 1996. Il devient par la suite chorégraphe de l’ex-footballeur et chanteur Gadji Celi. En 2002, Gadoukou immigre en France. il est élu meilleur danseur de la diaspora africaine aux Awards Music Afrique de Paris. Comme projet musical, en 2008, il sort son propre album intitulé « Territoire sacrée » dans lequel il sort deux nouveaux concepts, avec notamment les morceaux « Tchi-Tchi », « Phénomène » ou encore « Malembè » , « Ya quoi dans jalousie », 
Puis 《 Voundara 》,《C'est son Djai》  et 《Polié 》qui le propulse dans le coupé-décalé en Côte d’Ivoire.
Meilleur danseur de la diaspora africaine aux Awards Music Afrique de Paris
Grand prix du festival umpulser en Allemagne 
Prix du meilleur chorégraphe de l'année aux awards du coupé décalé 
Prix du meilleur artiste de la diaspora aux awards du coupé décalé 
```
Prix de l'ambassadeur de yopougon par nvell soda
```

Prix du chevalier de la danse en Côte d'ivoire 
```
Prix de la legende de la chorégraphie en Afrique décerné aux African talents Awards
```

Prix honorifique Battle Afro international pour la promotion de la danse urbaine Afro à travers le monde à Paris

## Discographie
- 2008 : Territoire Sacré
- 2012 : Voudara
- 2012 : Kotoyo
- 2018 : Ya Bonheur Dedans Feat Mike Alabi
- 2019 : C'est Son Djai
- 2019 : joie de vivre
- 2023: Polié feat Doliziana

## Prix et récompenses
2006: Meilleur danseur de la diaspora africaine aux Awards Music Afrique de Paris
2006 : grand prix du festival umpulser en Allemagne 
2010: Grand prix Georges Tabori du meilleur acteur
2018 :Prix du meilleur chorégraphe de l'année aux awards du coupé décalé 
2018: Prix du meilleur artiste de la diaspora aux awards du coupé décalé 
2019: Prix de l'ambassadeur de yopougon par nvell soda 
2022 : Prix du chevalier de la danse en Côte d'ivoire 
2023: Prix de la legende de la chorégraphie en Afrique décerné aux African talents Awards